# Kabelgat
Kabelgat (komora linowa) – magazyn lin na żaglowcu. Pomieszczenie umiejscowione zazwyczaj blisko dziobu.